# Paralelo 7 N
O paralelo 7 N é um paralelo que está 7 graus a norte do plano equatorial da Terra.
Começando no Meridiano de Greenwich na direcção leste, o paralelo 7º Norte passa sucessivamente por:
| País, território ou mar         | Notas |
| ------------------------------- | --- |
| Gana                            | Passa no Lago Volta                                                                                            |
| Togo                            | |
| Benim                           | |
| Nigéria                         | |
| Camarões                        | Cerca de 6 km                                                                                                  |
| Nigéria                         | |
| Camarões                        | Cerca de 17 km                                                                                                 |
| Nigéria                         | |
| Camarões                        | |
| República Centro-Africana       | |
| Sudão do Sul                    | |
| Etiópia                         | |
| Somália                         | |
| Oceano Índico                   | Mar Arábico |
| Maldivas                        | |
| Oceano Índico                   | Mar das Laquedivas                                                                                             |
| Sri Lanka                       | |
| Oceano Índico                   | Baía de Bengala                                                                                                |
| Índia                           | Ilha Grande Nicobar                                                                                            |
| Oceano Índico                   | Mar de Andamão                                                                                                 |
| Tailândia                       | |
| Golfo da Tailândia              | |
| Mar da China Meridional         | |
| Malásia                         | Sabah, Bornéu                                                                                                  |
| Mar de Sulu                     | |
| Filipinas                       | Ilha Cagayan de Sulu                                                                                           |
| Mar de Sulu                     | |
| Filipinas                       | Ilha Mindanao (Península de Zamboanga)                                                                         |
| Mar de Celebes                  | Golfo de Moro                                                                                                  |
| Filipinas                       | Ilhas Mindanao, Samal (no Golfo de Davao) e Mindanao de novo                                                   |
| Oceano Pacífico                 | Mar das Filipinas                                                                                              |
| Palau                           | Ilha Peleliu                                                                                                   |
| Oceano Pacífico                 | Passa a sul da Lagoa Truk, Estados Federados da Micronésia                                                     |
| Estados Federados da Micronésia | Passa numa pequena ilha a norte de Pohnpei                                                                     |
| Oceano Pacífico                 | Passa a sul do Atol Ailinglaplap, Ilhas Marshall · Passa a sul do atol Majuro, Estados Federados da Micronésia |
| Ilhas Marshall                  | Arno Atoll |
| Oceano Pacífico                 | Passa a sul da Península Azuero, Panamá                                                                        |
| Colômbia                        | |
| Venezuela                       | |
| Colômbia                        | |
| Venezuela                       | |
| Guiana                          | Território reclamado pela Venezuela                                                                            |
| Oceano Atlântico                | |
| Serra Leoa                      | |
| Libéria                         | |
| Costa do Marfim                 | |
| Gana                            | |